# Aphonopelma burica
Aphonopelma burica là một loài nhện trong họ Theraphosidae.
Loài này thuộc chi Aphonopelma. Aphonopelma burica được Carlos E. Valerio miêu tả năm 1980.